# Конници
Конници е село в Южна България. То се намира в община Ивайловград, област Хасково.

## География
Село Конници се намира в планински район.